# Campeonato Europeo de Natación de 1974
El XIII Campeonato Europeo de Natación se celebró en Viena (Austria) entre el 18 y el 25 de agosto de 1974 bajo la organización de la Liga Europea de Natación (LEN) y la Federación Austríaca de Natación.

## Resultados de natación

### Masculino
| Evento                   | Oro                                                                    | Plata                                                                          | Bronce                                                                                     |
| ------------------------ | ---------------------------------------------------------------------- | ------------------------------------------------------------------------------ | ------------------------------------------------------------------------------------------ |
| 100 m libre              | Peter Nocke RFA 52,18                                                  | Vladimir Bure URSS 52,19                                                       | Klaus Steinbach RFA 52,31                                                                  |
| 200 m libre              | Peter Nocke RFA 1:53,10                                                | Klaus Steinbach RFA 1:53,72                                                    | Alexandr Samsonov URSS 1:5374                                                              |
| 400 m libre              | Alexandr Samsonov URSS 4:02,11                                         | Bengt Gingsjö · Suecia · 4:03,79                                               | Andréi Krilov URSS 4:04,32                                                                 |
| 1500 m libre             | Frank Pfütze RDA 15:54,57                                              | James Carter Reino Unido 15:54,78                                              | Igor Yevgrafov URSS 16:04,42                                                               |
| 100 m espalda            | Roland Matthes RDA 58,21                                               | Lutz Wanja RDA 58,66                                                           | Zoltán Verrasztó · Hungría · 58,78                                                         |
| 200 m espalda            | Roland Matthes RDA 2:04,64                                             | Zoltán Verrasztó · Hungría · 2:04,96                                           | Róbert Rudolf · Hungría · 2:07,52                                                          |
| 100 m braza              | Nikolai Pankin URSS 1:05,63                                            | Walter Kusch RFA 1:06,04                                                       | David Leigh Reino Unido 1:06,17                                                            |
| 200 m braza              | David Wilkie Reino Unido 2:20,42                                       | Nikolai Pankin URSS 2:22,84                                                    | David Leigh Reino Unido 2:23,79                                                            |
| 100 m mariposa           | Roger Pyttel RDA 55,90                                                 | Roland Matthes RDA 56,68                                                       | Folkert Meeuw RFA 57,60                                                                    |
| 200 m mariposa           | András Hargitay · Hungría · 2:03,80                                    | Brian Brinkley Reino Unido 2:04,13                                             | Hartmut Flöckner RDA 2:04,55                                                               |
| 200 m cuatro estilos     | David Wilkie Reino Unido 2:06,32                                       | Christian Lietzmann RDA 2:07,61                                                | András Hargitay · Hungría · 2:09,08                                                        |
| 400 m cuatro estilos     | András Hargitay · Hungría · 4:28,89                                    | Christian Lietzmann RDA 4:30,32                                                | Andréi Smirnov URSS 4:32,48                                                                |
| 4 × 100 m libre          | RFA Klaus Steinbach Gerhard Schiller Kersten Meier Peter Nocke 3:30,61 | URSS Vladimir Bure Aleksandr Samsonov Anatoli Rybakov Gueorgui Kulikov 3:32,01 | RDA Roger Pyttel Roland Matthes Wilfried Hartung Lutz Wanja 3:32,54                        |
| 4 × 200 m libre          | RFA Klaus Steinbach Werner Lampe Folkert Meeuw Peter Nocke 7:39,70     | URSS Aleksandr Samsonov Andréi Krilov Viktor Aboimov Gueorgui Kulikov 7:42,06  | Suecia · Bernt Zarnowiecki · Anders Bellbring · Peter Pettersson · Bengt Gingsjö · 7:43,10 |
| 4 × 100 m cuatro estilos | RFA Klaus Steinbach Walter Kusch Folkert Meeuw Peter Nocke 3:51,57     | Reino Unido Colin Cunningham David Wilkie Stephen Nash Brian Brinkley 3:54,13  | URSS Igor Potyakin Nikolai Pankin Viktor Shariguin Vladimir Bure 3:54,37                   |

### Femenino
| Evento                   | Oro                                                                     | Plata                                                                              | Bronce                                                                                       |
| ------------------------ | ----------------------------------------------------------------------- | ---------------------------------------------------------------------------------- | -------------------------------------------------------------------------------------------- |
| 100 m libre              | Kornelia Ender RDA 56,96                                                | Angela Franke RDA 57,82                                                            | Enith Brigitha · Países Bajos · 58,10                                                        |
| 200 m libre              | Kornelia Ender RDA 2:03,22                                              | Enith Brigitha · Países Bajos · 2:03,73                                            | Andrea Eife RDA 2:05,04                                                                      |
| 400 m libre              | Angela Franke RDA 4:17,83                                               | Cornelia Dörr RDA 4:19,73                                                          | Novella Calligaris · Italia · 4:22,92                                                        |
| 800 m libre              | Cornelia Dörr RDA 8:52,45                                               | Novella Calligaris · Italia · 8:57,93                                              | Gudrun Wegner RDA 8:59,79                                                                    |
| 100 m espalda            | Ulrike Richter RDA 1:03,30                                              | Ulrike Tauber RDA 1:05,07                                                          | Enith Brigitha · Países Bajos · 1:05,94                                                      |
| 200 m espalda            | Ulrike Richter RDA 2:17,35                                              | Ulrike Tauber RDA 2:18,72                                                          | Enith Brigitha · Países Bajos · 2:21,33                                                      |
| 100 m braza              | Christel Justen RFA 1:12,55                                             | Renate Vogel RDA 1:13,69                                                           | Ágnes Kaczander · Hungría · 1:14,95                                                          |
| 200 m braza              | Karla Linke RDA 2:34,99                                                 | Anne-Katrin Schott RDA 2:38,88                                                     | Marina Yurchenia URSS 2:42,04                                                                |
| 100 m mariposa           | Rosemarie Kother RDA 1:01,99                                            | Anne-Katrin Leucht RDA 1:03,63                                                     | Gunilla Andersson · Suecia · 1:04,67                                                         |
| 200 m mariposa           | Rosemarie Kother RDA 2:14,45                                            | Anne-Katrin Leucht RDA 2:18,45                                                     | Barbara Schwarzfeldt RFA 2:19,71                                                             |
| 200 m cuatro estilos     | Ulrike Tauber RDA 2:18,97                                               | Andrea Hübner RDA 2:23,97                                                          | Irina Fetisova URSS 2:25,40                                                                  |
| 400 m cuatro estilos     | Ulrike Tauber RDA 4:52,42                                               | Gudrun Wegner RDA 4:58,78                                                          | Susan Richardson Reino Unido 5:06,71                                                         |
| 4 × 100 m libre          | RDA Kornelia Ender Angela Franke Andrea Eife Andrea Hübner 3:52,48      | Países Bajos · Anke Rijnders · Ada Pors · Veronica Stel · Enith Brigitha · 3:57,08 | Francia Claude Mandonnaud Sylvie Le Noach Chantal Schertz Guylaine Berger 3:57,61            |
| 4 × 100 m cuatro estilos | RDA Ulrike Richter Renate Vogel Rosemarie Kother Kornelia Ender 4:13,78 | RFA Angelika Griesser Christel Justen Beate Jasch Jutta Weber 4:23,50              | Suecia · Gunilla Lundberg · Jeanette Pettersson · Gunilla Andersson · Diana Olsson · 4:23,90 |

### Medallero
| Núm. | País         | Oro | Plata | Bronce | Total |
| ---- | ------------ | --- | ----- | ------ | ----- |
| 1    | RDA          | 17  | 14    | 4      | 35    |
| 2    | RFA          | 6   | 3     | 3      | 12    |
| 3    | URSS         | 2   | 4     | 7      | 13    |
| 4    | Reino Unido  | 2   | 3     | 3      | 8     |
| 5    | Hungría      | 2   | 1     | 4      | 7     |
| 6    | Países Bajos | 0   | 2     | 3      | 5     |
| 7    | Suecia       | 0   | 1     | 3      | 4     |
| 8    | Italia       | 0   | 1     | 1      | 2     |
| 9    | Francia      | 0   | 0     | 1      | 1     |
|      | TOTAL        | 29  | 29    | 29     | 87    |

## Resultados de saltos

### Masculino
| Evento          | Oro                                  | Plata                                   | Bronce                              |
| --------------- | ------------------------------------ | --------------------------------------- | ----------------------------------- |
| Trampolín 3 m   | Klaus Dibiasi · Italia · 603,51 pts. | Giorgio Cagnotto · Italia · 593,94 pts. | Viacheslav Strajov URSS 583,71 pts. |
| Plataforma 10 m | Klaus Dibiasi · Italia · 562,83      | Falk Hoffmann RDA 557,28                | Alexandr Gendrikson URSS 522,51     |

### Femenino
| Evento          | Oro                                 | Plata                           | Bronce                           |
| --------------- | ----------------------------------- | ------------------------------- | -------------------------------- |
| Trampolín 3 m   | Ulrika Knape · Suecia · 465,57 pts. | Irina Kalinina URSS 460,17 pts. | Tamara Safonova URSS 455,34 pts. |
| Plataforma 10 m | Ulrika Knape · Suecia · 408,87      | Irina Kalinina URSS 399,54      | Elena Vaitsejovskaya URSS 366,12 |

### Medallero
| Núm. | País   | Oro | Plata | Bronce | Total |
| ---- | ------ | --- | ----- | ------ | ----- |
| 1    | Italia | 2   | 1     | 0      | 3     |
| 2    | Suecia | 2   | 0     | 0      | 2     |
| 3    | URSS   | 0   | 2     | 4      | 6     |
| 4    | RDA    | 0   | 1     | 0      | 1     |
|      | TOTAL  | 4   | 4     | 4      | 8     |

## Resultados de natación sincronizada
| Evento | Oro | Plata                                          | Bronce |
| ------ | --- | ---------------------------------------------- | --- |
| Solo   | Jane Holland Reino Unido 93,820 pts.                                                                                           | Angelika Honsbeek · Países Bajos · 82,040 pts. | Brigitte Serwonski RFA 79,320 pts. |
| Dúo    | Jane Holland Jennifer Lane Reino Unido 89,050                                                                                  | Beate Mäckle Brigitte Serwonski RFA 82,415     | Helma Giuvers · Angelika Honsbeek · Países Bajos · 78,010 |
| Equipo | Jane Holland Jackie Cox Jennifer Lane Josephine Mitchell Doris Davis Linda Horne Anne Russell Doreen Shaikh Reino Unido 88,490 | RFA 85,293                                     | Angelika Honsbeek · Helma Giuvers · Metty de Jong · Margo Vleesenbeek · Ingrid Weterman · Willie Bolsenbroek · Marijke Engelen · Vera Verloop · Países Bajos · 78,859 |

### Medallero
| Núm. | País         | Oro | Plata | Bronce | Total |
| ---- | ------------ | --- | ----- | ------ | ----- |
| 1    | Reino Unido  | 3   | 0     | 0      | 3     |
| 2    | RFA          | 0   | 2     | 1      | 3     |
| 3    | Países Bajos | 0   | 1     | 2      | 3     |
|      | TOTAL        | 3   | 3     | 3      | 9     |

## Resultados de waterpolo
| Evento    | Oro     | Plata | Bronce     |
| --------- | ------- | ----- | ---------- |
| Masculino | Hungría | URSS  | Yugoslavia |

## Medallero total
| Núm. | País         | Oro | Plata | Bronce | Total |
| ---- | ------------ | --- | ----- | ------ | ----- |
| 1    | RDA          | 17  | 15    | 4      | 36    |
| 2    | RFA          | 6   | 5     | 4      | 15    |
| 3    | Reino Unido  | 5   | 3     | 3      | 11    |
| 4    | Hungría      | 3   | 1     | 4      | 8     |
| 5    | URSS         | 2   | 7     | 11     | 20    |
| 6    | Italia       | 2   | 2     | 1      | 5     |
| 7    | Suecia       | 2   | 1     | 3      | 6     |
| 8    | Países Bajos | 0   | 3     | 5      | 8     |
| 9    | Francia      | 0   | 0     | 1      | 1     |
| 9    | Yugoslavia   | 0   | 0     | 1      | 1     |
|      | TOTAL        | 37  | 37    | 37     | 111   |